# Кшиштоф Найманович
Кшиштоф Найманович, або Кшиштоф Наймановиць (пол. Krzysztof Najmanowicz (Naymanowic, Naymanowicz); бл. 1590 — 23 листопада 1651, Рим) — польський лікар, учений, педагог, самоврядовець, райця і бурмістр Кракова, ректор Ягайлонського університету.

## Життєпис
Його старший брат Якуб народився близько 1584 року в Кракові. Батько — Якуб, мати — Ядвіґа. За власними свідченнями, протягом 1602—1609 років Кшиштоф навчався в університетах у Болоньї, Пізі, Падуї.

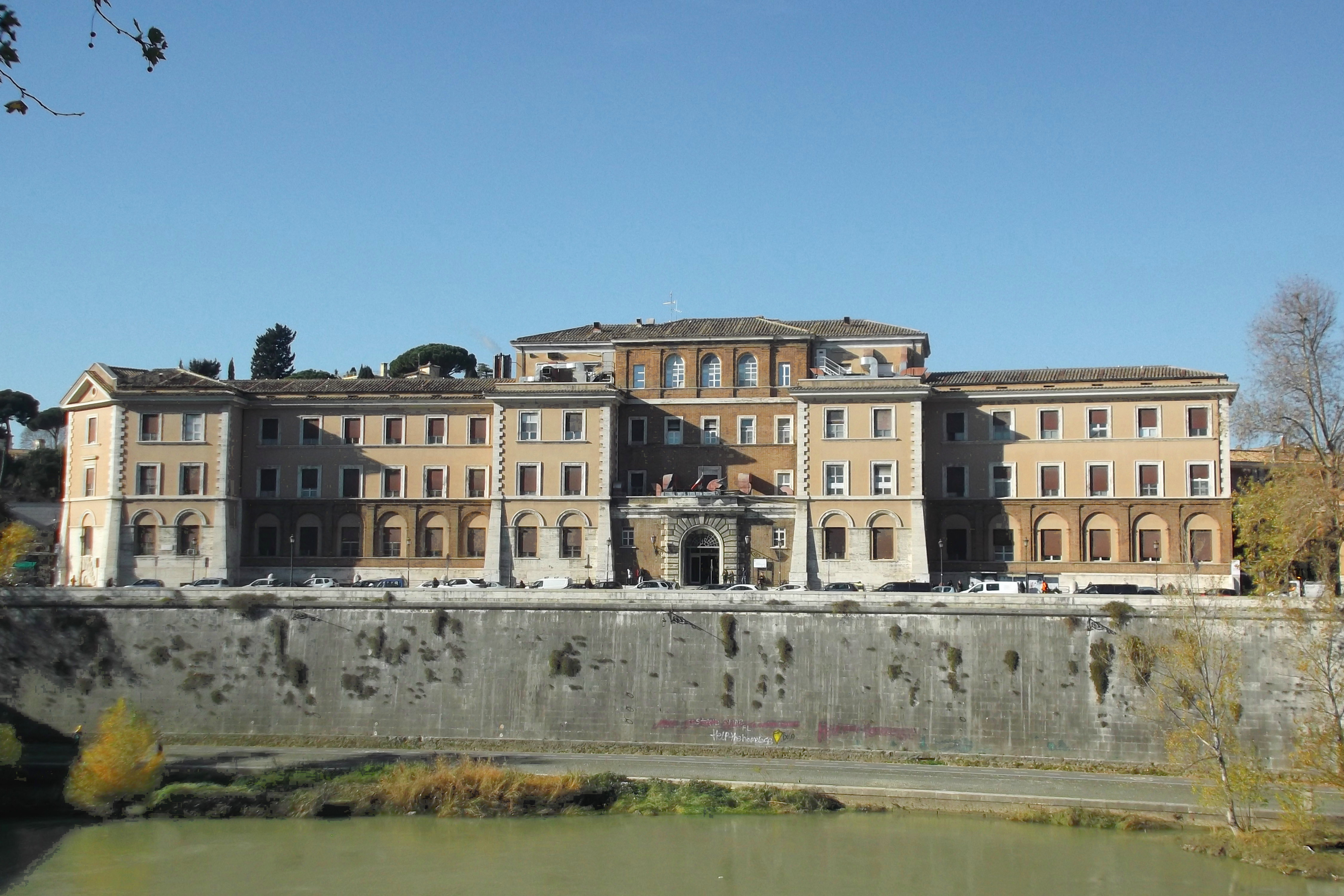
шпиталь Святого Духа (Рим)

Протягом певного часу був лікарем краківського єпископа Пйотра Тиліцького. Пізніше протектором став краківський каштелян князь Юрій Збаразький, який сприяв тому, що Кшиштоф Найманович став членом Краківської міської ради в 1620 році. Був бурмістром Кракова, зокрема, у 1620, 1625, 1635 роках.
Мав конфлікт із керівництвом Ягайлонського університету, під час якого таємно (у Торуні або Гданську) опублікував образливий памфлет «Authoritas Ecclesiae convulsa Naimanorum causa instituta», в який необачно помістив присвяту королеві Владиславу IV Вазі. За це (зокрема, образа маєстату) постав перед асесорським судом, потім — реляційним, у висліді чого королівським декретом від 9 грудня 1645 року отримав, зокрема, шестимісячне ув'язнення, хоча заслуговував на «горло». Памфлет, після того, як із нього вилучили присвяту королю, 11 січня 1646 року кати публічно спалили на Ринку в Кракові (також — у Варшаві й Торуні).
Помер у бідності 23 листопада 1651 року в Римі, у шпиталі Святого Духа.